# 오! 마이 고스트
오! 마이 고스트는 한국에서 제작된 홍태선 감독의 2022년 코미디, 공포 영화이다. 정진운 등이 주연으로 출연하였다.

## 출연

### 주연
- 정진운 : 변태민 역
- 안서현 : 콩이 / 양정화 역
- 이주연 : 강세아 역

### 조연
- 강성필 : 송정석 역
- 정태우 : 송명석 역
- 전수진 : 승희 역
- 지대한 : 배대랑 역

### 단역
- 진선건 : 병두 역
- 강희웅 : 준구 역
- 김누리 : 민서 역
- 김가애 : 민서 모 역
- 김승헌 : 로커 역
- 이자은 : 타로 여자 역
- 진성민 : 타로 귀신 역
- 문종일 : 기술팀장 역
- 이푸름 : 소녀 귀신 역
- 최환이 : 경비원 역
- 송혁조 : 간판 직원 / 잡귀 1 역
- 이상철 : 갈대밭 귀신 역
- 알렉스 : 트램플린 귀신 역
- 이성은 : 양치 귀신 역
- 김부선 : 화징 귀신 역
- 조유진 : 무당 역
- 신재열 : 법안 스님 역
- 왕호 : 백정 귀신 역
- 최은지 : 여귀 역
- 김차이 : 처녀 귀신 역
- 이준호 : 잡귀 2 역
- 이하건 : 잡귀 3 역
- 한다원 : 홈쇼핑 모델 역
- 이승원 : 홈쇼핑 모델 역
- 한다니 : 쇼호스트 역
- 공민서 : 쇼호스트 역
- 심예진 : 쇼호스트 역
- 홍선기 : 쇼호스트 역
- 김경주 : 쇼호스트 역
- 백주은 : 쇼호스트 역
- 권도영 : 쇼호스트 역
- 이채린 : 쇼호스트 역
- 박준희 : 쇼호스트 역
- 이화진 : 무녀 1 역
- 이설량 : 무녀 2 역
- 한지영 : 무녀 3 역
- 김재인 : 무녀 4 역
- 박준호 : 홈쇼핑 가족 아빠 역
- 박서아 : 홈쇼핑 가족 엄마 역
- 노하연 : 홈쇼핑 가족 딸 역
- 이유주 : 스튜디오 스탭 1 역
- 성호 : 스튜디오 스탭 2 역
- 여상현 : 스튜디오 스탭 3 역
- 김선구 : 스튜디오 스탭 4 역
- 허태경 : 스튜디오 스탭 5 역
- 장인혜 : 스튜디오 스탭 6 역
- 이운학 : 카메라맨 1 역
- 김현성 : 카메라맨 2 역
- 윤여창 : 카메라맨 3 역
- 남궁나연 : 정화 대역
- 한혜린 : 식당 종업원 역

### 특별출연
- 유상재